# لوس پویوس هرمانوس
لوس پویوس هرمانوس (اسپانیایی: Los Pollos Hermanos‎) به معنی برادران مرغی، یک رستوران فست فود مرغ سوخاری در مجموعه تلویزیونی بریکینگ بد و بهتره با ساول تماس بگیری می‌باشد. در جهان خیالی بریکینگ بد، لوس پویوس هرمانوس یک سازمان صوری متعلق به گاس فرینگ برای عملیات تولید و توزیع مت‌آمفتامین می‌باشد.